# Niko Rak
Niko Rak (Sebenico, 26 luglio 2003) è un calciatore croato, centrocampista del Primorje.

## Carriera

### Club
Cresciuto nel settore giovanile del Sebenico, ha esordito in prima squadra il 28 agosto 2020 disputando l'incontro di Prva hrvatska nogometna liga perso 3-2 contro l'HNK Gorica.

### Nazionale
Ha giocato nelle nazionali giovanili croate Under-16, Under-19, Under-20 ed Under-21.

## Statistiche

### Presenze e reti nei club
Statistiche aggiornate al 12 marzo 2022.
| Stagione        | Squadra         | Campionato      | Campionato | Campionato | Coppe nazionali | Coppe nazionali | Coppe nazionali | Coppe continentali | Coppe continentali | Coppe continentali | Altre coppe | Altre coppe | Altre coppe | Totale | Totale |
| Stagione        | Squadra         | Comp            | Pres       | Reti       | Comp            | Pres            | Reti            | Comp               | Pres               | Reti               | Comp        | Pres        | Reti        | Pres   | Reti   |
| --------------- | --------------- | --------------- | ---------- | ---------- | --------------- | --------------- | --------------- | ------------------ | ------------------ | ------------------ | ----------- | ----------- | ----------- | ------ | ------ |
| 2020-2021       | Sebenico        | 1.HNL           | 4          | 0          | CC              | 0               | 0               |                    | -                  | -                  |             | -           | -           | 4      | 0      |
| 2021-2022       | Sebenico        | 1.HNL           | 24         | 0          | CC              | 0               | 0               |                    | -                  | -                  |             | -           | -           | 24     | 0      |
| Totale carriera | Totale carriera | Totale carriera | 28         | 0          |                 | 0               | 0               |                    | -                  | -                  |             | -           | -           | 28     | 0      |